# Limba fula
Fula (/ˈfuːlə/), cunoscută și ca fulani sau fulfulde (fula: fulfulde, pulaar, pular; franceză: peul), este o limbă vorbită ca o serie de mai multe dialecte într-un continuum care se întinde în peste 20 de țări din Africa de Vest și Centrală. Asemenea altor limbi înrudite, cum ar fi serer și wolof, aparține ramurii senegambiene a limbilor nigero-congoleze. Spre deosebire de majoritatea limbilor acestei familii, fula nu are ton. Este vorbită ca limbă nativă de poporul fula din Senegambia și Guineea până în Camerun și Sudan și de grupuri înrudite, cum ar fi poporul tukulor din valea fluviului Senegal. De asemenea, este vorbită ca limbă secundară de numeroase popoare din regiune, cum ar fi kirdi din nordul Camerunului și nord-estul Nigeriei.

## Nomenclatură
Există mai multe denumiri pentru această limbă, la fel cum există și pentru poporul fula. Vorbitorii își numesc limba pulaar sau pular în dialectele vestice și fulfulde în dialectele centrale și estice. În engleză este cunoscută ca fula(h) sau fulani, iar în franceză ca peul.

## Varietăți
Deși există mai multe varietăți de fula, aceasta este considerată o singură limbă. Totuși, Ethnologue a constatat că este nevoie de nouă traduceri diferite pentru ca Biblia să fie înțeleasă de majoritatea vorbitorilor de fula și tratează aceste varietăți ca limbi separate. Acestea sunt: adamawa fulfulde (Camerun), bagirmi fulfulde (Ciad), borgu fulfulde (Benin), fulfulde central- și est-nigeriană, maasina fulfulde (Mali), fulfulde nigeriană, pulaar, pular (Guineea) și fulfulde vest-nigeriană. Glottolog a identificat următoarele varietăți de fula:
- borgu fulfulde
  - atakora fulfulde
  - bakuure
  - djougoure
  - korakuure
  - tchabankeere
- fula estică
  - adamawa-bagirmi fulfulde
    - adamawa fulfulde
    - bagirmi fulfulde

  - fulfulde central- și est-nigeriană
    - leetugal fulfulde de Niger
    - wodaabe

  - fulfulde din statele hausa
    - bauchi fulfulde
    - bororo din Kano și Zaria
    - gombe
    - kano-katsina
    - zaria fulfulde
- maasina fulfulde
  - macina de est
  - macina de vest
- pulaar
  - fulacunda
  - toucouleur
- pular
  - fula peta
  - kebu fula
  - krio fula
- fulfulde vest-nigeriană
  - barani
  - barkoundouba
  - bitinkoore
  - bogandé
  - dallol
  - fada ngurma
  - gourmantche
  - jelgoore
  - liptaakoore
  - ouhiguyua
  - seeba-yaga
  - sokoto

## Sisteme de scriere

### Alfabetul latin
Alfabetul latin a fost introdus în regiunile vorbitoare de fula de către misionarii, administratorii coloniali și învățații europeni. Atunci când este scrisă cu caractere latine, fula folosește cinci litere speciale cu cârlig pentru a distinge cinci sunete diferite: Ɓ/ɓ [ɓ], Ɗ/ɗ [ɗ], Ŋ/ŋ [ŋ], Ɲ/ɲ [ɲ] și Ƴ/ƴ [ʔʲ]. Apostroful (ʼ) este folosit pentru a marca o ocluziune glotală. Există diferențe între unele litere ale alfabetului, în funcție de regiunea unde este vorbită limba. În Mali și Burkina Faso, ñ este scrisă ɲ. În Niger, Nigeria, Camerun, Republica Centrafricană și Ciad, ñ este înlocuită cu ny. În Guineea, ɲ este folosită pentru [ɲ]; există și o literă suplimentară: Ɠ/ɠ [ɠ].
Alfabetul fulfulde standard, adoptat în cadrul unei conferinte sponsorizate de UNESCO la Bamako, in martie 1966, este: a, b, mb, ɓ, c, d, nd, ɗ, e, f, g, ng, h, i, j, nj, k, l, m, n, ŋ, ny (mai tarziu ɲ sau ñ), o, p, r, s, t, u, w, y, ƴ, ʼ.
| Majuscule        | Majuscule | Majuscule | Majuscule | Majuscule | Majuscule | Majuscule | Majuscule | Majuscule | Majuscule | Majuscule | Majuscule | Majuscule | Majuscule | Majuscule | Majuscule | Majuscule | Majuscule | Majuscule | Majuscule | Majuscule | Majuscule | Majuscule | Majuscule | Majuscule | Majuscule | Majuscule | Majuscule | Majuscule | Majuscule | Majuscule | Majuscule | Majuscule | Majuscule | Majuscule | Majuscule | Majuscule |
| ---------------- | --------- | --------- | --------- | --------- | --------- | --------- | --------- | --------- | --------- | --------- | --------- | --------- | --------- | --------- | --------- | --------- | --------- | --------- | --------- | --------- | --------- | --------- | --------- | --------- | --------- | --------- | --------- | --------- | --------- | --------- | --------- | --------- | --------- | --------- | --------- | --------- |
| A                | Aa        | B         | Mb        | Ɓ         | C         | D         | Nd        | Ɗ         | E         | Ee        | F         | G         | Ng        | H         | I         | Ii        | J         | Nj        | K         | L         | M         | N         | Ŋ         | Ñ         | O         | Oo        | P         | R         | S         | T         | U         | Uu        | W         | Y         | Ƴ         | ʼ         |
| Minuscule        |           |           |           |           |           |           |           |           |           |           |           |           |           |           |           |           |           |           |           |           |           |           |           |           |           |           |           |           |           |           |           |           |           |           |           |           |
| a                | aa        | b         | mb        | ɓ         | c         | d         | nd        | ɗ         | e         | ee        | f         | g         | ng        | h         | i         | ii        | j         | nj        | k         | l         | m         | n         | ŋ         | ñ         | o         | oo        | p         | r         | s         | t         | u         | uu        | w         | y         | ƴ         | ʼ         |
| Valoare fonetică |           |           |           |           |           |           |           |           |           |           |           |           |           |           |           |           |           |           |           |           |           |           |           |           |           |           |           |           |           |           |           |           |           |           |           |           |
| a                | aː        | b         | mb        | ɓ         | tʃ        | d         | nd        | ɗ         | e         | eː        | f         | g         | n̪g        | h         | i         | iː        | dʒ        | ndʒ       | k         | l         | m         | n         | ŋ         | ɲ         | o         | oː        | p         | r/ɾ       | s         | t         | u         | uː        | w         | j         | ʔj        | ʔ         |

### Alfabetul arab
Fula a fost, de asemenea, scrisă în alfabetul arab sau ajami, cu multe secole înainte de colonizarea europeană, de cărturari, învățați și liderii emiratelor din nordul Nigeriei.

### Alfabetul adlam
În 1989, un nou alfabet a fost conceput de frații Ibrahima și Abdoulaye Barry din Nzérékoré, Guineea, pentru a reprezenta limba fulani. Alfabetul este scris de la dreapta la stânga și are 28 de litere (23 de consoane și cinci vocale). A început să fie adoptat de tot mai mulți vorbitori de fulani, în prezent fiind predat în școlile din Guineea, Nigeria, Liberia și alte țări învecinate. Adlam este un acronim pentru expresia Alkule Dandayɗe Leñol Mulugol („alfabetul care salvează popoarele de la dispariție”).

## Statut
Fula este recunoscută ca limbă națională în Niger (fulfulde) și Senegal (pulaar).